# Sant Salvador (Rivert)
Sant Salvador, malgrat no portar el corònim coma, és una coma del terme municipal de Conca de Dalt, a l'antic terme de Toralla i Serradell, al Pallars Jussà, en territori del poble de Rivert.
Està situada a prop i a llevant de Rivert; és una petita coma que s'obre entre la Costa Pelada, a ponent, i el Serrat de les Forques. És a l'esquerra del barranc de Rivert i al nord de la Carretera de Rivert. És al nord-est de la partida de Roderetes.